# Actaea sabae
Actaea sabae es una especie de crustáceo decápodo de la familia Xanthidae.